# Перуански агути
Перуански агути (лат. Dasyprocta kalinowskii) је сисар из реда глодара (Rodentia) и фамилије Dasyproctidae. 

## Угроженост
Подаци о распрострањености, навикама и угрожености ове врсте су недовољни.

## Распрострањење
Ареал врсте је ограничен на једну државу, Перу.

## Станиште
Врста је распрострањена на Андима, до 3.080 метара надморске висине. 